# Grand Prix de Voleibol de 2005
O Grand Prix de Voleibol de 2005 foi a 13ª edição do torneio feminino de voleibol organizado pela Federação Internacional FIVB. Foi disputado por doze países entre 24 de junho e 18 de julho. A Fase Final foi realizada em Sendai, no Japão.
O Brasil conquistou o título pela quinta vez ao terminar a fase final com mais pontos.

## Equipes participantes
Equipes que participaram da edição 2005 do Grand Prix
- Alemanha
- Brasil
- China
- Coreia do Sul
- Cuba
- Estados Unidos
- Itália
- Japão
- Países Baixos
- Polónia
- República Dominicana
- Tailândia

## Primeira Rodada

### Grupo A - Tóquio
| Pos | Equipe        | Pts | V | D | PP  | PC  | PA    | SP | SC | SA    |
| --- | ------------- | --- | - | - | --- | --- | ----- | -- | -- | ----- |
| 1   | Brasil        | 6   | 3 | 0 | 254 | 216 | 1,176 | 9  | 2  | 4,500 |
| 2   | Japão         | 5   | 2 | 1 | 257 | 204 | 1,260 | 8  | 3  | 2,667 |
| 3   | Polónia       | 5   | 1 | 2 | 174 | 210 | 0,829 | 3  | 6  | 0,500 |
| 4   | Coreia do Sul | 3   | 0 | 3 | 171 | 226 | 0,757 | 0  | 9  | 0     |

PTS - pontos, J - jogos, V - vitórias, D - derrotas, PP - pontos pró, PC - pontos contra, PA - pontos average, SP - sets pró, SC - sets contra, SA - sets average
| Data  | Jogo    | Jogo | Jogo          | Parciais | Parciais | Parciais | Parciais | Parciais |
| Data  | Jogo    | Jogo | Jogo          | 1        | 2        | 3        | 4        | 5        |
| ----- | ------- | ---- | ------------- | -------- | -------- | -------- | -------- | -------- |
| 24/06 | Brasil  | 3-0  | Coreia do Sul | 25-21    | 25-20    | 25-14    | -        | -        |
| 24/06 | Japão   | 3-0  | Polônia       | 25-16    | 25-11    | 25-17    | -        | -        |
| 25/06 | Brasil  | 3-0  | Polônia       | 25-22    | 25-10    | 25-23    | -        | -        |
| 25/06 | Japão   | 3-0  | Coreia do Sul | 26-24    | 25-14    | 25-18    | -        | -        |
| 26/06 | Polônia | 3-0  | Coreia do Sul | 25-21    | 25-6     | 25-8     | -        | -        |
| 26/06 | Brasil  | 3-2  | Japão         | 17-25    | 17-25    | 25-17    | 25-7     | 20-18    |

### Grupo B - Reggio Calabria
| Pos | Equipe               | Pts | V | D | PP  | PC  | PA    | SP | SC | SA    |
| --- | -------------------- | --- | - | - | --- | --- | ----- | -- | -- | ----- |
| 1   | Cuba                 | 6   | 3 | 0 | 243 | 211 | 1,152 | 9  | 0  | MAX   |
| 2   | Itália               | 5   | 2 | 1 | 223 | 184 | 1,212 | 6  | 3  | 2,000 |
| 3   | Alemanha             | 4   | 1 | 2 | 256 | 242 | 1,058 | 3  | 8  | 0,375 |
| 4   | República Dominicana | 3   | 0 | 3 | 179 | 264 | 0,678 | 2  | 9  | 0,222 |

PTS - pontos, J - jogos, V - vitórias, D - derrotas, PP - pontos pró, PC - pontos contra, PA - pontos average, SP - sets pró, SC - sets contra, SA - sets average
| Data  | Jogo     | Jogo | Jogo                 | Parciais | Parciais | Parciais | Parciais | Parciais |
| Data  | Jogo     | Jogo | Jogo                 | 1        | 2        | 3        | 4        | 5        |
| ----- | -------- | ---- | -------------------- | -------- | -------- | -------- | -------- | -------- |
| 24/06 | Cuba     | 3-0  | Alemanha             | 29-27    | 27-25    | 27-25    | -        | -        |
| 24/06 | Itália   | 3-0  | República Dominicana | 25-12    | 25-12    | 25-10    | -        | -        |
| 25/06 | Cuba     | 3-0  | República Dominicana | 28-26    | 25-17    | 25-18    | -        | -        |
| 25/06 | Itália   | 3-0  | Alemanha             | 25-6     | 25-22    | 25-9     | -        | -        |
| 26/06 | Alemanha | 3-2  | República Dominicana | 25-12    | 25-27    | 21-25    | 25-9     | 15-11    |
| 26/06 | Cuba     | 3-0  | Itália               | 27-25    | 25-20    | 30-28    | -        | -        |

### Grupo C - Ningbo
| Pos | Equipe         | Pts | V | D | PP  | PC  | PA    | SP | SC | SA    |
| --- | -------------- | --- | - | - | --- | --- | ----- | -- | -- | ----- |
| 1   | China          | 6   | 3 | 0 | 246 | 174 | 1,414 | 9  | 1  | 9,000 |
| 2   | Países Baixos  | 5   | 2 | 1 | 219 | 194 | 1,129 | 7  | 3  | 2,333 |
| 3   | Estados Unidos | 4   | 1 | 2 | 175 | 197 | 0,888 | 3  | 6  | 0,500 |
| 4   | Tailândia      | 3   | 0 | 3 | 150 | 225 | 0,667 | 0  | 9  | 0     |

PTS - pontos, J - jogos, V - vitórias, D - derrotas, PP - pontos pró, PC - pontos contra, PA - pontos average, SP - sets pró, SC - sets contra, SA - sets average
| Data  | Jogo           | Jogo | Jogo           | Parciais | Parciais | Parciais | Parciais | Parciais |
| Data  | Jogo           | Jogo | Jogo           | 1        | 2        | 3        | 4        | 5        |
| ----- | -------------- | ---- | -------------- | -------- | -------- | -------- | -------- | -------- |
| 24/06 | Estados Unidos | 0-3  | Países Baixos  | 17-25    | 14-25    | 17-25    | -        | -        |
| 24/06 | China          | 3-0  | Tailândia      | 25-20    | 25-15    | 25-18    | -        | -        |
| 25/06 | China          | 3-1  | Países Baixos  | 21-25    | 25-17    | 25-22    | 25-5     | -        |
| 25/06 | Estados Unidos | 3-0  | Tailândia      | 25-13    | 25-12    | 25-22    | -        | -        |
| 26/06 | Países Baixos  | 3-0  | Tailândia      | 25-19    | 25-17    | 25-14    | -        | -        |
| 26/06 | China          | 3-0  | Estados Unidos | 25-22    | 25-15    | 25-15    | -        | -        |

## Segunda Rodada

### Grupo D - Seul
| Pos | Equipe               | Pts | V | D | PP  | PC  | PA    | SP | SC | SA    |
| --- | -------------------- | --- | - | - | --- | --- | ----- | -- | -- | ----- |
| 1   | Japão                | 6   | 2 | 1 | 248 | 217 | 1,143 | 7  | 3  | 2,333 |
| 2   | Estados Unidos       | 5   | 2 | 1 | 312 | 281 | 1,110 | 8  | 6  | 1,333 |
| 3   | Coreia do Sul        | 4   | 2 | 1 | 227 | 234 | 0,970 | 6  | 5  | 1,200 |
| 4   | República Dominicana | 3   | 0 | 3 | 208 | 263 | 0,791 | 2  | 9  | 0,222 |

PTS - pontos, J - jogos, V - vitórias, D - derrotas, PP - pontos pró, PC - pontos contra, PA - pontos average, SP - sets pró, SC - sets contra, SA - sets average
| Data | Jogo           | Jogo | Jogo                 | Parciais | Parciais | Parciais | Parciais | Parciais |
| Data | Jogo           | Jogo | Jogo                 | 1        | 2        | 3        | 4        | 5        |
| ---- | -------------- | ---- | -------------------- | -------- | -------- | -------- | -------- | -------- |
| 1/07 | Coreia do Sul  | 3-2  | Estados Unidos       | 25-23    | 13-25    | 21-25    | 25-15    | 15-13    |
| 1/07 | Japão          | 3-0  | República Dominicana | 27-25    | 25-22    | 25-17    | -        | -        |
| 2/07 | Estados Unidos | 3-2  | República Dominicana | 23-25    | 23-25    | 25-14    | 25-16    | 15-6     |
| 2/07 | Coreia do Sul  | 0-3  | Japão                | 22-25    | 18-25    | 13-25    | -        | -        |
| 3/07 | Estados Unidos | 3-1  | Japão                | 25-23    | 25-21    | 21-25    | 29-27    | -        |
| 3/07 | Coreia do Sul  | 3-0  | República Dominicana | 25-21    | 25-22    | 25-15    | -        | -        |

### Grupo E - Macau
| Pos | Equipe   | Pts | V | D | PP  | PC  | PA    | SP | SC | SA    |
| --- | -------- | --- | - | - | --- | --- | ----- | -- | -- | ----- |
| 1   | China    | 6   | 3 | 0 | 225 | 159 | 1,415 | 9  | 0  | MAX   |
| 2   | Brasil   | 5   | 2 | 1 | 214 | 180 | 1,189 | 6  | 3  | 2,000 |
| 3   | Polónia  | 4   | 1 | 2 | 200 | 253 | 0,791 | 3  | 8  | 0,375 |
| 4   | Alemanha | 3   | 0 | 3 | 210 | 257 | 0,817 | 2  | 9  | 0,222 |

PTS - pontos, J - jogos, V - vitórias, D - derrotas, PP - pontos pró, PC - pontos contra, PA - pontos average, SP - sets pró, SC - sets contra, SA - sets average
| Data | Jogo    | Jogo | Jogo     | Parciais | Parciais | Parciais | Parciais | Parciais |
| Data | Jogo    | Jogo | Jogo     | 1        | 2        | 3        | 4        | 5        |
| ---- | ------- | ---- | -------- | -------- | -------- | -------- | -------- | -------- |
| 1/07 | Brasil  | 3-0  | Polônia  | 25-17    | 25-13    | 25-19    | -        | -        |
| 1/07 | China   | 3-0  | Alemanha | 25-17    | 25-19    | 25-15    | -        | -        |
| 2/07 | Brasil  | 3-0  | Alemanha | 25-16    | 25-16    | 26-24    | -        | -        |
| 2/07 | China   | 3-0  | Polônia  | 25-18    | 25-13    | 25-14    | -        | -        |
| 3/07 | Polônia | 3-2  | Alemanha | 22-25    | 25-18    | 26-24    | 18-25    | 15-11    |
| 3/07 | China   | 3-0  | Brasil   | 25-22    | 25-21    | 25-20    | -        | -        |

### Grupo F - Manila
| Pos | Equipe        | Pts | V | D | PP  | PC  | PA    | SP | SC | SA    |
| --- | ------------- | --- | - | - | --- | --- | ----- | -- | -- | ----- |
| 1   | Cuba          | 6   | 3 | 0 | 276 | 251 | 1,100 | 9  | 3  | 3,000 |
| 2   | Países Baixos | 5   | 2 | 1 | 255 | 209 | 1,220 | 8  | 3  | 2,667 |
| 3   | Itália        | 4   | 1 | 2 | 224 | 210 | 1,067 | 4  | 6  | 0,667 |
| 4   | Tailândia     | 3   | 0 | 3 | 140 | 225 | 0,622 | 0  | 9  | 0     |

PTS - pontos, J - jogos, V - vitórias, D - derrotas, PP - pontos pró, PC - pontos contra, PA - pontos average, SP - sets pró, SC - sets contra, SA - sets average
| Data | Jogo          | Jogo | Jogo          | Parciais | Parciais | Parciais | Parciais | Parciais |
| Data | Jogo          | Jogo | Jogo          | 1        | 2        | 3        | 4        | 5        |
| ---- | ------------- | ---- | ------------- | -------- | -------- | -------- | -------- | -------- |
| 1/07 | Cuba          | 3-0  | Tailândia     | 25-19    | 25-17    | 25-17    | -        | -        |
| 1/07 | Itália        | 0-3  | Países Baixos | 18-25    | 17-25    | 21-25    | -        | -        |
| 2/07 | Países Baixos | 2-3  | Cuba          | 20-25    | 25-19    | 25-22    | 22-25    | 13-15    |
| 2/07 | Tailândia     | 0-3  | Itália        | 12-25    | 10-25    | 18-25    | -        | -        |
| 3/07 | Países Baixos | 3-0  | Tailândia     | 25-9     | 25-16    | 25-22    | -        | -        |
| 3/07 | Itália        | 1-3  | Cuba          | 25-19    | 24-26    | 23-25    | 21-25    | -        |

## Terceira Rodada

### Grupo G - Hong Kong
| Pos | Equipe               | Pts | V | D | PP  | PC  | PA    | SP | SC | SA    |
| --- | -------------------- | --- | - | - | --- | --- | ----- | -- | -- | ----- |
| 1   | Itália               | 6   | 3 | 0 | 226 | 182 | 1,242 | 9  | 0  | MAX   |
| 2   | China                | 5   | 2 | 1 | 218 | 200 | 1,090 | 6  | 3  | 2,000 |
| 3   | República Dominicana | 4   | 1 | 2 | 217 | 250 | 0,868 | 3  | 8  | 0,375 |
| 4   | Alemanha             | 3   | 0 | 3 | 226 | 255 | 0,886 | 2  | 9  | 0,222 |

PTS - pontos, J - jogos, V - vitórias, D - derrotas, PP - pontos pró, PC - pontos contra, PA - pontos average, SP - sets pró, SC - sets contra, SA - sets average
| Data  | Jogo     | Jogo | Jogo                 | Parciais | Parciais | Parciais | Parciais | Parciais |
| Data  | Jogo     | Jogo | Jogo                 | 1        | 2        | 3        | 4        | 5        |
| ----- | -------- | ---- | -------------------- | -------- | -------- | -------- | -------- | -------- |
| 8/07  | Itália   | 3-0  | Alemanha             | 25-20    | 25-23    | 26-24    | -        | -        |
| 8/07  | China    | 3-0  | República Dominicana | 25-20    | 27-25    | 25-19    | -        | -        |
| 9/07  | Itália   | 3-0  | República Dominicana | 25-21    | 25-10    | 25-18    | -        | -        |
| 9/07  | China    | 3-0  | Alemanha             | 25-23    | 25-15    | 25-23    | -        | -        |
| 10/07 | Alemanha | 2-3  | República Dominicana | 25-21    | 20-25    | 25-18    | 21-25    | 7-15     |
| 10/07 | China    | 0-3  | Itália               | 22-25    | 22-25    | 22-25    | -        | -        |

### Grupo H - Taipé
| Pos | Equipe        | Pts | V | D | PP  | PC  | PA    | SP | SC | SA    |
| --- | ------------- | --- | - | - | --- | --- | ----- | -- | -- | ----- |
| 1   | Brasil        | 6   | 3 | 0 | 295 | 228 | 1,294 | 9  | 3  | 3,000 |
| 2   | Cuba          | 5   | 2 | 1 | 239 | 216 | 1,106 | 7  | 3  | 2,333 |
| 3   | Países Baixos | 4   | 1 | 2 | 224 | 224 | 1,000 | 4  | 6  | 0,667 |
| 4   | Coreia do Sul | 3   | 0 | 3 | 158 | 248 | 0,637 | 1  | 9  | 0,111 |

PTS - pontos, J - jogos, V - vitórias, D - derrotas, PP - pontos pró, PC - pontos contra, PA - pontos average, SP - sets pró, SC - sets contra, SA - sets average
| Data  | Jogo          | Jogo | Jogo          | Parciais | Parciais | Parciais | Parciais | Parciais |
| Data  | Jogo          | Jogo | Jogo          | 1        | 2        | 3        | 4        | 5        |
| ----- | ------------- | ---- | ------------- | -------- | -------- | -------- | -------- | -------- |
| 8/07  | Cuba          | 3-0  | Coreia do Sul | 25-17    | 25-19    | 25-18    | -        | -        |
| 8/07  | Brasil        | 3-1  | Países Baixos | 25-27    | 25-19    | 25-21    | 25-17    | -        |
| 9/07  | Cuba          | 3-0  | Países Baixos | 27-25    | 25-19    | 25-21    | -        | -        |
| 9/07  | Brasil        | 3-1  | Coreia do Sul | 25-10    | 23-25    | 25-12    | 25-10    | -        |
| 10/07 | Países Baixos | 3-0  | Coreia do Sul | 25-12    | 25-20    | 25-15    | -        | -        |
| 10/07 | Brasil        | 3-1  | Cuba          | 22-25    | 25-20    | 25-19    | 25-23    | -        |

### Grupo I - Bangkok
| Pos | Equipe         | Pts | V | D | PP  | PC  | PA    | SP | SC | SA    |
| --- | -------------- | --- | - | - | --- | --- | ----- | -- | -- | ----- |
| 1   | Polónia        | 6   | 3 | 0 | 247 | 211 | 1,171 | 9  | 1  | 9,000 |
| 2   | Japão          | 5   | 2 | 1 | 266 | 244 | 1,090 | 6  | 5  | 1,200 |
| 3   | Estados Unidos | 4   | 1 | 2 | 253 | 279 | 0,907 | 5  | 7  | 0,714 |
| 4   | Tailândia      | 3   | 0 | 3 | 229 | 261 | 0,877 | 2  | 9  | 0,222 |

PTS - pontos, J - jogos, V - vitórias, D - derrotas, PP - pontos pró, PC - pontos contra, PA - pontos average, SP - sets pró, SC - sets contra, SA - sets average
| Data  | Jogo           | Jogo | Jogo           | Parciais | Parciais | Parciais | Parciais | Parciais |
| Data  | Jogo           | Jogo | Jogo           | 1        | 2        | 3        | 4        | 5        |
| ----- | -------------- | ---- | -------------- | -------- | -------- | -------- | -------- | -------- |
| 8/07  | Tailândia      | 1-3  | Estados Unidos | 14-25    | 20-25    | 25-13    | 22-25    | -        |
| 8/07  | Japão          | 0-3  | Polônia        | 22-25    | 23-25    | 22-25    | -        | -        |
| 9/07  | Tailândia      | 0-3  | Polônia        | 19-25    | 23-25    | 20-25    | -        | -        |
| 9/07  | Japão          | 3-1  | Estados Unidos | 26-28    | 25-22    | 25-15    | 25-18    | -        |
| 10/07 | Estados Unidos | 1-3  | Polônia        | 18-25    | 17-25    | 25-22    | 22-25    | -        |
| 10/07 | Japão          | 3-1  | Tailândia      | 23-25    | 25-22    | 25-17    | 25-22    | -        |

## Fase final
A fase final do Grand Prix 2005 foi disputado na cidade japonesa de Sendai entre os dias 13/07 e 18/07. As donas da casa mais as cinco equipes classificadas da fase anterior enfrentam-se num grupo único, conquistando o título a que somar o maior número de pontos ao final das cinco partidas.
| Data  | Jogo          | Jogo | Jogo          | Parciais | Parciais | Parciais | Parciais | Parciais |
| Data  | Jogo          | Jogo | Jogo          | 1        | 2        | 3        | 4        | 5        |
| ----- | ------------- | ---- | ------------- | -------- | -------- | -------- | -------- | -------- |
| 13/07 | China         | 2-3  | Cuba          | 25-10    | 25-20    | 19-25    | 20-25    | 13-15    |
| 13/07 | Brasil        | 3-0  | Países Baixos | 25-22    | 25-22    | 25-14    | -        | -        |
| 13/07 | Itália        | 3-0  | Japão         | 25-12    | 25-21    | 25-14    | -        | -        |
| 14/07 | China         | 0-3  | Itália        | 16-25    | 21-25    | 22-25    | -        | -        |
| 14/07 | Brasil        | 3-2  | Cuba          | 25-16    | 21-25    | 22-25    | 25-21    | 16-14    |
| 14/07 | Japão         | 3-1  | Países Baixos | 22-25    | 25-20    | 28-26    | 25-22    | -        |
| 16/07 | Itália        | 3-1  | Cuba          | 25-18    | 21-25    | 32-30    | 25-15    | -        |
| 16/07 | Países Baixos | 1-3  | China         | 25-21    | 22-25    | 20-25    | 19-25    | -        |
| 16/07 | Brasil        | 3-1  | Japão         | 25-20    | 25-27    | 25-20    | 25-22    | -        |
| 17/07 | Itália        | 2-3  | Países Baixos | 26-24    | 25-18    | 24-26    | 21-25    | 10-15    |
| 17/07 | China         | 3-0  | Brasil        | 25-18    | 25-17    | 25-19    | -        | -        |
| 17/07 | Cuba          | 3-2  | Japão         | 21-25    | 25-20    | 20-25    | 28-26    | 17-15    |
| 18/07 | Cuba          | 3-0  | Países Baixos | 25-20    | 25-22    | 25-20    | -        | -        |
| 18/07 | Brasil        | 3-2  | Itália        | 25-20    | 22-25    | 25-21    | 27-29    | 15-7     |
| 18/07 | Japão         | 0-3  | China         | 23-25    | 22-25    | 23-25    | -        | -        |

| Pos | Equipe        | Pts | V | D | PP  | PC  | PA    | SP | SC | SA    |
| --- | ------------- | --- | - | - | --- | --- | ----- | -- | -- | ----- |
| 1   | Brasil        | 9   | 4 | 1 | 452 | 425 | 1,064 | 12 | 8  | 1,500 |
| 2   | Itália        | 8   | 3 | 2 | 461 | 416 | 1,108 | 13 | 7  | 1,857 |
| 3   | China         | 8   | 3 | 2 | 407 | 378 | 1,077 | 11 | 7  | 1,571 |
| 4   | Cuba          | 7   | 3 | 2 | 470 | 487 | 0,965 | 12 | 10 | 1,200 |
| 5   | Japão         | 6   | 1 | 4 | 415 | 454 | 0,914 | 6  | 13 | 0,462 |
| 6   | Países Baixos | 6   | 1 | 4 | 407 | 452 | 0,900 | 5  | 14 | 0,357 |

PTS - pontos, J - jogos, V - vitórias, D - derrotas, PP - pontos pró, PC - pontos contra, PA - pontos average, SP - sets pró, SC - sets contra, SA - sets average

## Classificação Final
| #       | Equipe               |
| ------- | -------------------- |
| Gold.   | Brasil               |
| Silver. | Itália               |
| Bronze. | China                |
| 4.      | Cuba                 |
| 5.      | Japão                |
| 6.      | Países Baixos        |
| 7.      | Polónia              |
| 8.      | Estados Unidos       |
| 9.      | Coreia do Sul        |
| 10.     | Alemanha             |
| 11.     | República Dominicana |
| 12.     | Tailândia            |

## Prêmios individuais
| MVP (Most Valuable Player) | Paula Pequeno    | Brasil |
| Melhor atacante            | Rosir Calderon   | Cuba   |
| Melhor bloqueio            | Nancy Carrillo   | Cuba   |
| Melhor saque               | Hao Yang         | China  |
| Melhor líbero              | Na Zhang         | China  |
| Melhor levantadora         | Kun Feng         | China  |
| Maior pontuadora           | Miyuki Takahashi | Japão  |